# FC Blau-Weiß Linz
El FC Blau-Weiß Linz es un equipo de fútbol de Austria que milita en la Bundesliga. Cuenta también con un equipo femenino.

## Historia
El FC Blau-Weiß Linz se funda en 1997 tras la desaparición del FC Linz y la posterior fusión con el SV Austria Tabak Linz.
En diciembre de 2019 sufre una crisis económica, la falta de 800000 euros, que le hace replantearse si el club debe de dejar de competir en la liga profesional para pasar a ser un club amateur. Sin embargo al comenzar el siguiente año la situación financiera mejoró al menos hasta el final de temporada.
La siguiente Temporada, justo al año siguiente de la crisis económica y en el que se encontraba en puestos de descenso, se convirtió en la gran sorpresa de la 2. Liga al irse en el parón de invierno como tercer clasificado. Esa misma temporada igualaba el récord del Admira Wacker conseguido en el 2000 al conseguir diez victorias consecutivas en la 2. Liga lo que le hace llegar con opciones a ganar el título hasta la última jornada, donde solo tenían opciones los Königsblauen y el FC Liefering -club al que se enfrentaban-. Finalmente el empate a uno final les hizo alzarse con el título, pero debido a que no pidieron al principio de la Temporada una licencia para jugar en la Bundesliga, pues su intención era la reforma del estadio, no ascendieron. Además estuvo a punto de clasificarse por primera vez para los cuartos de final de la Copa de Austria.
En la temporada 2021/22, tras la venta de grandes jugadores, que hacían pensar en que sería un año mediocre, vuelve a realizar un gran papel antes del parón de invierno al estar cuarto a tan solo tres puntos del tercero y acabar la temporada en tercer lugar.
En la temporada 2022-23 logran el título de la 2.Liga y el ascenso a la Bundesliga en la última jornada gracias a la victoria contra el filial del Sturm Graz y el empate del Grazer AK.
En su estreno en la Bundesliga cayeron contra el Wolfsberger AC por dos a uno con gol de Simon Pirkl que convertía sobre el pitido final el primer gol Linzern en esta competición. Una semana después, en el primer partido oficial en el nuevo estadio del equipo, empataba a tres tras unos últimos minutos de locura en los que los Linzern marcaban dos goles en tres minutos. En la jornada sexta consigue su primera victoria en la Bundesliga al ganar al WSG Tirol a domicilio por dos a cuatro. La segunda victoria volvió a ser a domicilio para romper la racha del Red Bull Salzburg de cuarenta y cinco partidos invictos en su estadio en Liga y treinta y siete sin perder también en Liga.
Finalmente en la jornada 12 consiguieron su primera victoria en casa al imponerse al Wolfsberger por dos tantos a cero. La liga regular acabó con el club en décimo lugar por lo que jugó en el grupo para no descender o en busca de una de las dos plazas que dan acceso a la segunda ronda de la Conference League.
En su segunda temporada en la Bundesliga y tras el final de la temporada regular acababa en el grupo de los equipos que lucharon por el título al acabar en sexta posición.

## Entrenadores
| - Adam Kensy (1998-2003) - Gerald Perzy (2003) - Günter Zeller (2003-2004) - Gerald Perzy (2004) - Dieter Mirnegg (2004-2005) - Gerald Perzy (2005) - Adolf Blutsch (2005-2007) - Samir Hasanović (2007) - Erwin Spiegel (2007-2008) - Gerald Perzy (2008) - Adam Kensy (2008-2011) - Gerald Perzy (2011) - Thomas Weissenböck (2011-2012) - Gerald Perzy (2012) | - Edmund Stöhr (2012-2013) - Yahya Genc (2013-2014) - Wilhelm Wahlmüller (2014-2016) - David Wimleitner (2016) - Max Babler (2016) - Klaus Schmidt (2016-2017) - Günther Gorenzel-Simonitsch (2017) - David Wimleitner (2017) - Thomas Sageder (2017-2019) - Ernő Doma (2019) - Goran Djuricin (2019) - Ronald Brunmayr (2020-2021) - Gerald Scheiblehner (2021-2025) - Mitja Mörec (2025-Actualidad) |

## Resultados por temporadas
| Año     | Liga               | Posición | PG | PE | PP | GF | GC | Pts. | Copa          |
| ------- | ------------------ | -------- | -- | -- | -- | -- | -- | ---- | ------------- |
| 1997-98 | OÖ Liga (IV)       | 4.º      | 15 | 7  | 8  | 60 | 35 | 52   | 1.ª ronda     |
| 1998-99 | OÖ Liga (IV)       | 4.º      | 17 | 4  | 9  | 71 | 38 | 55   | R. Preliminar |
| 1999-00 | OÖ Liga (IV)       | 1°       | 22 | 3  | 5  | 93 | 30 | 69   | R. Preliminar |
| 2000–01 | Regionalliga (III) | 7°       | 12 | 6  | 12 | 48 | 41 | 42   | 2ª Ronda      |
| 2001–02 | Regionalliga (III) | 2°       | 19 | 4  | 7  | 62 | 34 | 61   | R. Preliminar |
| 2002–03 | Regionalliga (III) | 1°       | 23 | 3  | 4  | 72 | 22 | 72   | 2.ª ronda     |
| 2003–04 | Regionalliga (III) | 5°       | 13 | 8  | 9  | 40 | 33 | 47   | 2.ª ronda     |
| 2004–05 | Regionalliga (III) | 10°      | 8  | 13 | 9  | 33 | 32 | 37   | Octavos       |
| 2005-06 | Regionalliga (III) | 12°      | 9  | 7  | 14 | 32 | 42 | 34   | R. Preliminar |
| 2006-07 | Regionalliga (III) | 14°      | 8  | 9  | 13 | 33 | 38 | 33   | 1ª Ronda      |
| 2007-08 | OÖ Liga (IV)       | 1°       | 15 | 7  | 4  | 61 | 31 | 52   | No clasifica  |
| 2008-09 | Regionalliga (III) | 7°       | 11 | 10 | 9  | 50 | 35 | 43   | 1ª Ronda      |
| 2009-10 | Regionalliga (III) | 2°       | 15 | 10 | 5  | 49 | 31 | 55   | 2ª Ronda      |
| 2010-11 | Regionalliga (III) | 2°       | 16 | 9  | 5  | 55 | 27 | 57   | 2ª Ronda      |
| 2011-12 | Erste Liga (II)    | 6°       | 13 | 10 | 13 | 49 | 52 | 49   | 2ª Ronda      |
| 2012-13 | Erste Liga (II)    | 10°      | 5  | 11 | 20 | 38 | 67 | 26   | 1ª Ronda      |
| 2013-14 | Regionalliga (III) | 6°       | 13 | 3  | 14 | 40 | 52 | 42   | 1ª Ronda      |
| 2014-15 | Regionalliga (III) | 3°       | 16 | 6  | 8  | 53 | 34 | 54   | 1ª Ronda      |
| 2015-16 | Regionalliga (III) | 1°       | 22 | 4  | 4  | 89 | 25 | 70   | 1ª Ronda      |
| 2016-17 | Erste Liga (II)    | 7°       | 8  | 15 | 13 | 41 | 45 | 39   | 2ª Ronda      |
| 2017-18 | Erste Liga (II)    | 10°      | 5  | 11 | 20 | 35 | 69 | 26   | 2ª Ronda      |
| 2018-19 | 2. Liga (II)       | 5.º      | 14 | 2  | 14 | 46 | 48 | 44   | 1ª Ronda      |
| 2019-20 | 2. Liga (II)       | 10.º     | 10 | 7  | 13 | 51 | 57 | 37   | 2.ª ronda     |
| 2020-21 | 2. Liga (II)       | 1º(1)    | 20 | 3  | 7  | 70 | 31 | 63   | Octavos       |
| 2021-22 | 2. Liga (II)       | 3.º      | 15 | 9  | 6  | 51 | 27 | 54   | Octavos       |
| 2022-23 | 2. Liga (II)       | 1.º      | 19 | 4  | 7  | 63 | 27 | 61   | Octavos       |
| 2023-24 | Bundesliga         | 9º       | 7  | 11 | 14 | 33 | 48 | 22   | Octavos       |
| 2024-25 | Bundesliga         | 6º       | 11 | 5  | 16 | 37 | 45 | 21   | Octavos       |
| 2025-26 | Bundesliga         |          |    |    |    |    |    |      |               |

## Palmarés
- OÖ Liga: 2000, 2008

- Regionalliga: 2003, 2016

- 2. Liga: 2020/21, 2022/23